# 臺南孔子廟明倫堂

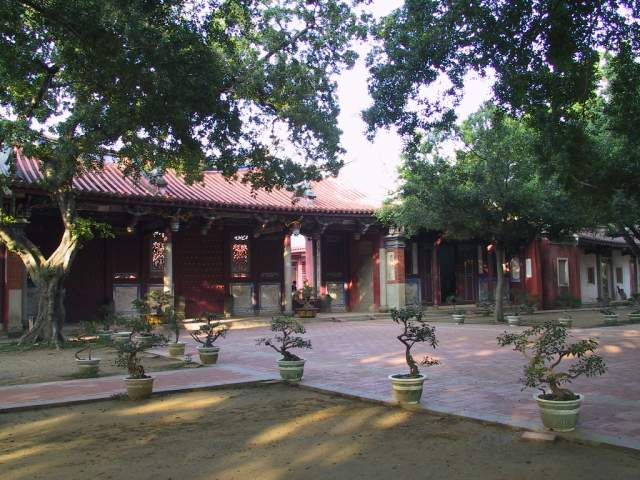
台南孔子廟明倫堂

台南孔子廟明倫堂，為臺灣明鄭時期時代的最高學府，制度地位基本上與中國的國子監、太學或朝鮮半島的成均館相當。位於臺灣的臺南市，即今日國定古蹟臺南孔子廟左側的「明倫堂」。

## 建築
- 明倫堂：建於文廟東側，為教授經史學問的講堂。

## 成立歷史
西元1665年，台灣處於鄭經主政時期，大臣陳永華以「十年成長，十年教養，十年成聚」的復國計畫，於承天府寧南坊興建大成殿、祭祀孔子，又於其左側建造了泮宮「明倫堂」。1683年，台灣明鄭滅亡後隨之停擺並消失。1685年，清朝官員周昌與蔣毓英將國子監改為臺灣府學。

## 當時制度
明鄭時期的科舉制度由上而下可分為院試、府試以及州試三級考試。男童滿八歲入社學接受初等的經史教育。陸續通過州試、府試以及院試者，則取得廩膳生的資格，並可進入國子監接受高等經史教育。國子監每月授課、考試一次，並依照成績優劣發放廩膳（零用金）。每三年舉行大試，選拔優秀的國子監儒生進入朝廷，填補六官都事的職缺。
國子監的官職分為「禮官」、「學院」以及「國子監助教」，後二者分別由陳永華以及葉亨擔任。其中，禮官為主辦全國教育的行政機關；學院為掌握教學與考選的主事官。一掃明朝末年的八股取士，實行真正的取才；如清朝初年全國性的進士陳夢球以及舉人蘇峨皆為所培育出的人才。

## 外部連結
- 台南孔廟----全台首學, 台灣教育之根 （页面存档备份，存于）
- 孔廟：大成殿、明倫堂 （页面存档备份，存于）
- 陳永華與臺孔子廟 - 漳州新聞網